# جوایز سری آ
جوایز سری آ (به ایتالیایی: Premi Lega Serie A) توسط لگا سری آ به بهترین فوتبالیست‌های هر فصل فوتبال سری آ اهدا می‌شود.
این جوایز برای اولین بار در پایان فصل ۱۹–۲۰۱۸ سری آ اهدا شدند.

## تاریخچه و مقررات
جوایز سری آ در دسته بندی‌های بهترین دروازه‌بان، بهترین مدافع، بهترین بازیکن میانی، بهترین مهاجم، بهترین بازیکن جوان (زیر ۲۳ سال) و باارزش‌ترین بازیکن یک فصل سری آ، کوپا ایتالیا و سوپر جام فوتبال ایتالیا اعطا می‌شود.
رتبه بندی برای هر دسته از طریق یک محاسبه وزنی که به وسیله ارنست و یانگ شرح داده شده است، بر اساس گزارش‌های آماری Stats Perform و Opta Sports و با ردیابی داده‌های ارائه شده توسط Netco Sports پشتیبانی می‌شود.
در نسخه ۲۲–۲۰۲۱، جایزه ارزشمندترین زمین برای بهترین زمین فوتبال و ارزشمندترین مربی معرفی شد.
در فصل ۲۴–۲۰۲۳، جایزه لحظه بازی جوانمردانه فصل معرفی شد.

## فهرست برندگان
| جایزه               | برنده                | باشگاه      | منبع        |
| ------------------- | -------------------- | ----------- | ----------- |
| باارزش‌ترین بازیکن   | کریستیانو رونالدو    | یوونتوس     | [ ۲ ] [ ۱ ] |
| بهترین بازیکن جوان  | نیکولو زانیولو       | رم          | [ ۲ ] [ ۱ ] |
| بهترین دروازه‌بان    | سمیر هاندانوویچ      | اینتر میلان | [ ۲ ] [ ۱ ] |
| بهترین مدافع        | کالیدو کولیبالی      | ناپولی      | [ ۲ ] [ ۱ ] |
| بهترین بازیکن میانی | سرگی میلینکویچ-ساویچ | لاتزیو      | [ ۲ ] [ ۱ ] |
| بهترین مهاجم        | فابیو کوالیارلا      | سمپدوریا    | [ ۲ ] [ ۱ ] |

| جایزه               | برنده               | باشگاه      | منبع              |
| ------------------- | ------------------- | ----------- | ----------------- |
| باارزش‌ترین بازیکن   | پائولو دیبالا       | یوونتوس     | [ ۶ ] [ ۷ ] [ ۸ ] |
| بهترین بازیکن جوان  | دیان کولوسوسکی      | پارما       | [ ۶ ] [ ۷ ] [ ۸ ] |
| بهترین دروازه‌بان    | وویچیخ شتزنی        | یوونتوس     | [ ۶ ] [ ۷ ] [ ۸ ] |
| بهترین مدافع        | استفان د فرای       | اینتر میلان | [ ۶ ] [ ۷ ] [ ۸ ] |
| بهترین بازیکن میانی | آلخاندرو داریو گومز | آتالانتا    | [ ۶ ] [ ۷ ] [ ۸ ] |
| بهترین مهاجم        | چیرو ایموبیله       | لاتزیو      | [ ۶ ] [ ۷ ] [ ۸ ] |

| جایزه              | برنده              | باشگاه      | منبع   |
| ------------------ | ------------------ | ----------- | ------ |
| باارزش‌ترین بازیکن  | روملو لوکاکو       | اینتر میلان | [ ۹ ]  |
| بهترین بازیکن جوان | دوشان ولاهوویچ     | فیورنتینا   | [ ۱۰ ] |
| بهترین دروازه‌بان   | جانلوئیجی دوناروما | میلان       | [ ۱۱ ] |
| بهترین مدافع       | کریستین رومرو      | آتالانتا    | [ ۱۲ ] |
| بهترین هافبک       | نیکولو بارلا       | اینتر میلان | [ ۱۳ ] |
| بهترین مهاجم       | کریستیانو رونالدو  | یوونتوس     | [ ۱۴ ] |

| جایزه              | برنده          | باشگاه      | منبع   |
| ------------------ | -------------- | ----------- | ------ |
| باارزش‌ترین بازیکن  | رافائل لئائو   | میلان       | [ ۱۵ ] |
| بهترین بازیکن جوان | ویکتور اوسیمهن | ناپولی      | [ ۱۶ ] |
| بهترین دروازه‌بان   | مایک منیان     | میلان       | [ ۱۶ ] |
| بهترین مدافع       | گلیسون برمر    | تورینو      | [ ۱۶ ] |
| بهترین هافبک       | مارسلو بروزویچ | اینتر میلان | [ ۱۶ ] |
| بهترین مهاجم       | چیرو ایموبیله  | لاتزیو      | [ ۱۶ ] |

| جایزه              | برنده             | باشگاه      | منبع   |
| ------------------ | ----------------- | ----------- | ------ |
| باارزش‌ترین بازیکن  | خویچا کواراتسخلیا | ناپولی      | [ ۱۷ ] |
| بهترین بازیکن جوان | نیکولو فاجولی     | یوونتوس     | [ ۱۸ ] |
| بهترین دروازه‌بان   | ایوان پروودل      | لاتزیو      | [ ۱۸ ] |
| بهترین مدافع       | کیم مین جه        | ناپولی      | [ ۱۸ ] |
| بهترین هافبک       | نیکولو بارلا      | اینتر میلان | [ ۱۸ ] |
| بهترین مهاجم       | ویکتور اوسیمهن    | ناپولی      | [ ۱۸ ] |

| جایزه              | برنده             | باشگاه      | منبع   |
| ------------------ | ----------------- | ----------- | ------ |
| باارزش‌ترین بازیکن  | لائوتارو مارتینز  | اینتر میلان | [ ۱۹ ] |
| بهترین بازیکن جوان | جاشوا زیرکزی      | بولونیا     | [ ۲۰ ] |
| بهترین دروازه‌بان   | میشل دی گرگوریو   | مونتزا      | [ ۲۰ ] |
| بهترین مدافع       | الساندرو باستونی  | اینتر میلان | [ ۲۰ ] |
| بهترین هافبک       | هاکان چالهان‌اوغلو | اینتر میلان | [ ۲۰ ] |
| بهترین مهاجم       | دوشان ولاهوویچ    | یوونتوس     | [ ۲۰ ] |

## جوایز
| عنوان←  | باارزش‌ترین بازیکن | بهترین بازیکن جوان | بهترین مهاجم      | بهترین هافبک      | بهترین مدافع     | بهترین دروازه‌بان   | باارزش‌ترین مربی |
| فصل ↓   |                   |                    |                   |                   |                  |                    |                 |
| ------- | ----------------- | ------------------ | ----------------- | ----------------- | ---------------- | ------------------ | --------------- |
| ۱۹–۲۰۱۸ | کریستیانو رونالدو | نیکولو زانیولو     | فابیو کوالیارلا   | میلینکویچ-ساویچ   | کالیدو کولیبالی  | سمیر هاندانوویچ    |                 |
| ۱۹–۲۰۱۸ | (یوونتوس)         | (رم)               | (سمپدوریا)        | (لاتزیو)          | (ناپولی)         | (اینتر)            | –               |
| ۲۰–۲۰۱۹ | پائولو دیبالا     | دیان کولوسوسکی     | چیرو ایموبیله     | پاپو گومز         | استفان د فرای    | وویچیخ شتزنی       |                 |
| ۲۰–۲۰۱۹ | (یوونتوس)         | (پارما)            | (لاتزیو)          | (آتالانتا)        | (اینتر)          | (یوونتوس)          | –               |
| ۲۱–۲۰۲۰ | روملو لوکاکو      | دوشان ولاهوویچ     | کریستیانو رونالدو | نیکولو بارلا      | کریستین رومرو    | جانلوئیجی دوناروما |                 |
| ۲۱–۲۰۲۰ | (اینتر)           | (فیورنتینا)        | (یوونتوس)         | (اینتر)           | (آتالانتا)       | (میلان)            | –               |
| ۲۲–۲۰۲۱ | رافائل لئائو      | ویکتور اوسیمهن     | چیرو ایموبیله     | مارسلو بروزویچ    | گلیسون برمر      | مایک منیان         | استفانو پیولی   |
| ۲۲–۲۰۲۱ | (میلان)           | (ناپولی)           | (لاتزیو)          | (اینتر)           | (تورینو)         | (میلان)            | (میلان)         |
| ۲۳–۲۰۲۲ | خویچا کواراتسخلیا | نیکولو فاجولی      | ویکتور اوسیمهن    | نیکولو بارلا      | کیم مین جه       | ایوان پروودل       | لوچانو اسپالتی  |
| ۲۳–۲۰۲۲ | (ناپولی)          | (یوونتوس)          | (ناپولی)          | (اینتر)           | (ناپولی)         | (لاتزیو)           | (ناپولی)        |
| ۲۴–۲۰۲۳ | لائوتارو مارتینز  | جاشوا زیرکزی       | دوشان ولاهوویچ    | هاکان چالهان‌اوغلو | الساندرو باستونی | میشل دی گرگوریو    | سیمونه اینزاگی  |
| ۲۴–۲۰۲۳ | (اینتر)           | (بولونیا)          | (یوونتوس)         | (اینتر)           | (اینتر)          | (مونتزا)           | (اینتر)         |

## باشگاه‌های برنده
| عنوان←      | بهترین دروازه‌بان | بهترین مدافع | بهترین بازیکن میانی | بهترین مهاجم | بهترین بازیکن جوان | باارزش‌ترین بازیکن | مجموع |
| باشگاه ↓    |                  |              |                     |              |                    |                   |       |
| ----------- | ---------------- | ------------ | ------------------- | ------------ | ------------------ | ----------------- | ----- |
| اینتر میلان | ۱                | ۲            | ۴                   | -            | -                  | ۲                 | ۹     |
| یوونتوس     | ۱                | -            | -                   | ۲            | -                  | ۲                 | ۵     |
| ناپولی      | -                | ۱            | ۱                   | ۱            | ۱                  | ۱                 | ۵     |
| لاتزیو      | ۱                | -            | ۱                   | ۲            | -                  | -                 | ۴     |
| میلان       | ۲                | -            | -                   | -            | -                  | ۱                 | ۳     |
| آتالانتا    | -                | ۱            | ۱                   | -            | -                  | -                 | ۲     |
| پارما       | -                | -            | -                   | -            | ۱                  | -                 | ۱     |
| رم          | -                | -            | -                   | -            | ۱                  | -                 | ۱     |
| سمپدوریا    | -                | -            | -                   | ۱            | -                  | -                 | ۱     |
| فیورنتینا   | -                | -            | -                   | -            | ۱                  | -                 | ۱     |
| مونتزا      | ۱                | -            | -                   | -            | -                  | -                 | ۱     |
| تورینو      | -                | ۱            | -                   | -            | -                  | -                 | ۱     |
| بولونیا     | -                | -            | -                   | -            | ۱                  | -                 | ۱     |